# Wilhelm Sauer (facteur d'orgues)
Pour les articles homonymes, voir Wilhelm Sauer et Sauer.
Wilhelm Carl Friedrich Sauer, né le 23 mars 1831, et mort le 9 avril 1916, est un facteur d'orgues allemand. Célèbre constructeur d'orgue de la période romantique, Sauer construisit avec son entreprise W. Sauer Orgelbau, plus de 1 100 orgues au cours de sa vie ; figurent parmi celles-ci les orgues de la cathédrale Saint-Pierre de Brême, de l'église Saint-Thomas de Leipzig et de la cathédrale de Berlin, considéré comme « son dernier grand chef-d'œuvre ».

## Jeunesse
Wilhelm Sauer est né à Schönbeck, dans le Duché de Mecklembourg-Strelitz, il est le fils du forgeron et facteur d'orgue autodidacte Ernst Sauer (de) (1799–1873), originaire de Karlsburg en province de Poméranie, et sa femme Johanna Christine, née Sumke (1800–1882),. Ses parents se sont mariés en 1822. Il était le frère de Johann Ernst Sauer (1823–1842).

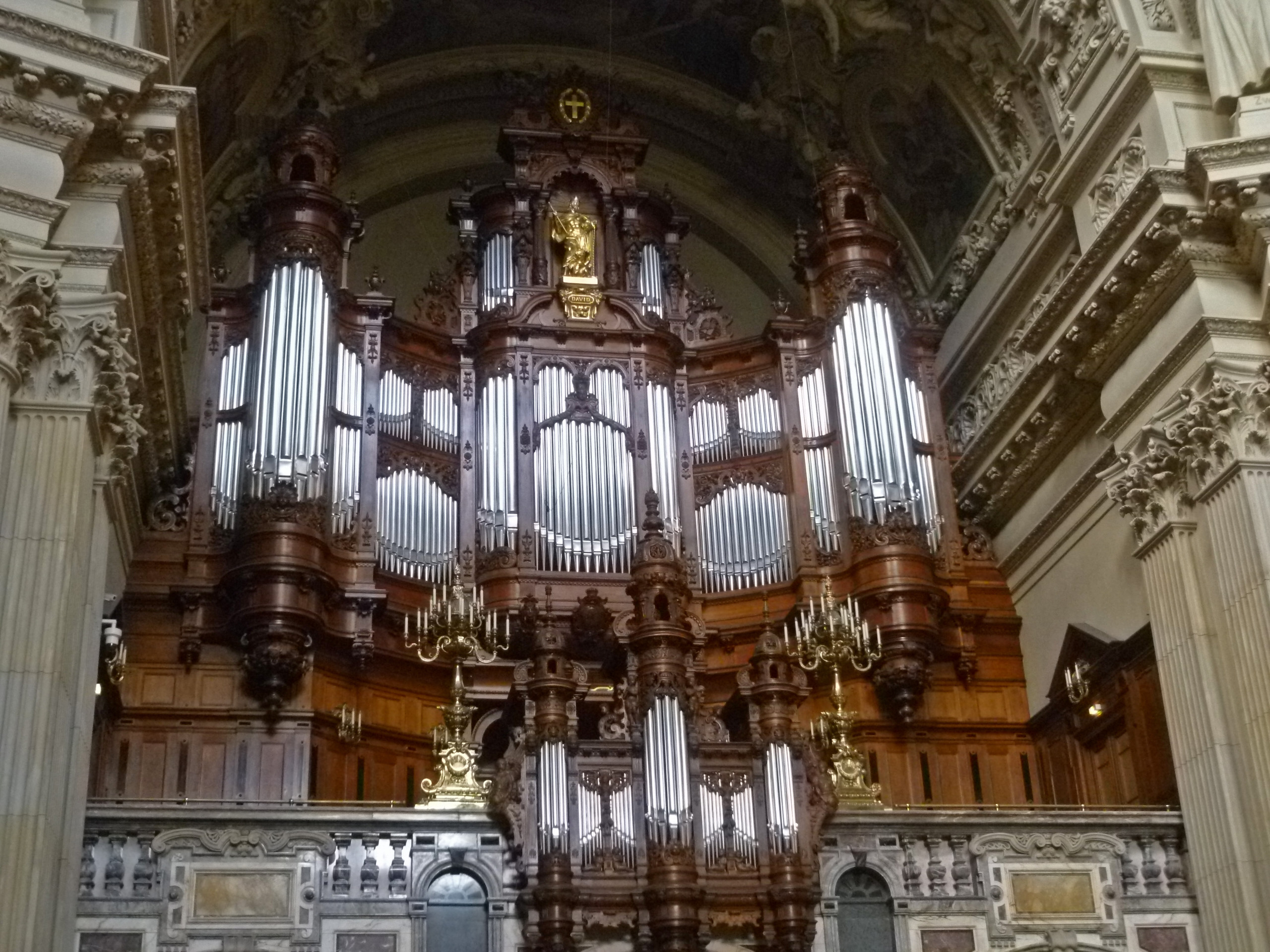
Orgue fabriqué par Wilhelm Sauer dans la Cathédrale de Berlin

Lorsque Wilhelm est âgé de sept ans, la famille déménage à la ville voisine de Friedland, où son père construit une usine et se lance dans le commerce des orgues. Wilhelm y passe sa jeunesse et y est scolarisé, avec dans l'idée d'intégrer ensuite l'Académie royale des sciences de Prusse. Toutefois, lorsque son frère aîné Johann meurt en décembre 1842, Wilhelm devient l'héritier et le continuateur de l'affaire paternelle. Wilhelm reçoit une éducation précoce sur la construction d'orgues de la part de son père. Il quitte la maison en 1848 pour poursuivre ses études dans ce domaine, avec l'étude sous l'égide de Eberhard Friedrich Walcker (1851–1853) à Ludwigsburg et Aristide Cavaillé-Coll à Paris.

## Carrière
En 1855, Sauer reprend la direction de la branche allemande de l'usine de son père, ouverte pour le marché prussien, pour éviter les droits de douane. Le 1er mars 1856, Sauer lance sa propre affaire, Wilhelm Sauer facteur d'orgue à Francfort, Oder, qui croît rapidement, avec une filiale temporaire à Königsberg (1860). Des commandes étrangères affluent rapidement,. Vers 1882, il a livré 380 orgues. En 1883, Sauer reçoit la distinction d'Akademischer Künstler et l'année suivante, le 1er avril 1884, il est nommé "Facteur d'orgue du Roi" par son cabinet.
De son vivant, Wilhelm Sauer construit avec son équipe plus de 1 100 orgues. Les plus grands et les plus fameux d'entre eux sont, entre autres, celui de la cathédrale de Berlin (1903, IV/113), de l'église Saint Thomas de Leipzig (1888/1908, III/88), et de la mairie de Görlitz (1910, IV.72).
Deux de ses orgues de 1897 se trouvent en Namibie : un à l'église du Christ de Windhoek et l'autre à l'église luthérienne de Swakopmund . En 1910, Sauer vend sa compagnie à son directeur et adjoint de longue date Paul Walcker (de), le fils d'E. F. Walcker.
Au moins une dizaine de ses orgues sont installés en Lettonie.

## Vie personnelle

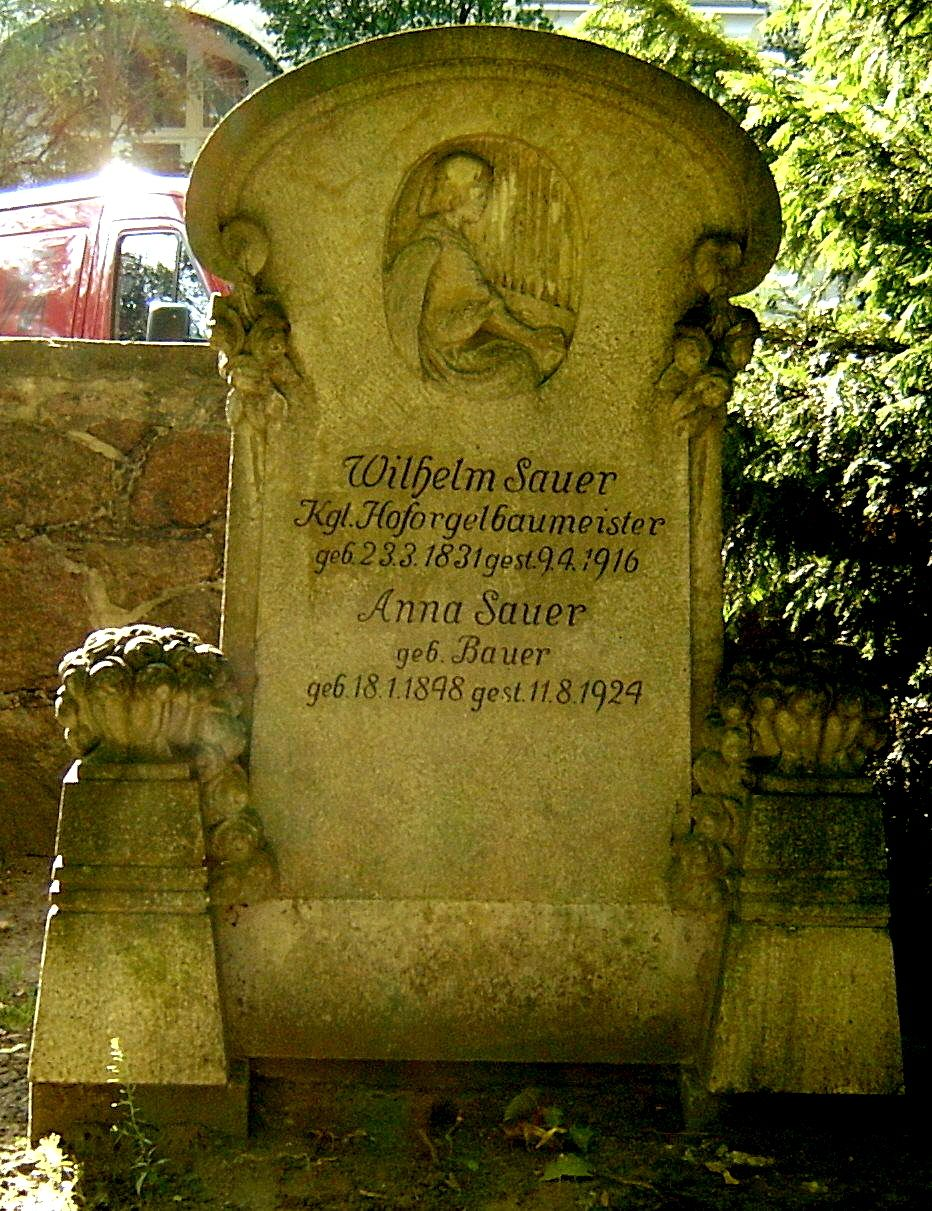
Pierre tombale de Wilhelm Sauer.

Il épousa Minna Auguste Penske en 1859 (qui décèdera en 1876), la fille d'un chantre, et le couple a eu une fille nommée Johanna (1859–1887). Le 7 septembre 1878, il a épousé sa seconde épouse Anna Bauer (18 janvier 1848 – 11 août 1924). Elle était la fille d'un propriétaire de brasserie et membre du conseil municipal à Potsdam. Ils ont eu deux fils : Wilhelm (1879–1962) et Franz Gustav Adolf (1883–1945 disparu). Son petit-fils, Wolfgang Sauer (de) (1920–1989), est allé aux États-Unis en 1964 et est devenu un professeur d'histoire allemande à l'Université de Californie à Berkeley. La pierre tombale de Wilhelm Sauer est maintenant en Kleistpark à Francfort-sur-l'Oder, où il est mort.

## Travaux notables
| Année | Œuvre | Localisation                    | Église                                                 | Photo | Mécanismes | Registres | Commentaires |
| ----- | ----- | ------------------------------- | ------------------------------------------------------ | ----- | ---------- | --------- | --- |
| 1853  |       | Rechlin-Boek                    | Saint-Jean (de)                                        |       | I/P        | 6         | Le plus vieil ouvrage conservé de Wilhelm Sauer. Pédalier et bourdon ajouté par Carl Börger vers 1900. Restauré par Christian Scheffler entre 1995 et 2003. |
| 1864  | 94    | Marienwerder (actuelle Kwidzyn) | Cathédrale                                             |       | III/P      | 49        | À restaurer. |
| 1864  |       | Bernau bei Berlin               | Église Ste Marie                                       |       | III/P      | 37        | Élargi par Dinse en 1905. |
| 1869  | 95    | Berlin                          | Église St Thomas                                       |       | IV/P       | 52        | Endommagé par un bombardement des Alliés et démonté en 1944.                                                                                                |
| 1870  |       | Labiau (actuelle Polessk)       | Église municipale                                      |       |            |           | Remplacement d'un orgue plus ancien de Johann Josua Mosengel ; démoli après 1945.                                                                           |
| 1872  | 235   | Zeschdorf-Döbberin              | Église du village                                      |       | I/P        | 8         | |
| 1874  | 209   | Doberlug-Kirchhain              | Église abbatiale de Dobrilugk                          |       | II/P       | 26        | |
| 1874  | 212   | Sorquitten (actuelle Sorkwity)  | Église villageoise                                     |       | II/P       | 14        | |
| 1879  | 248   | Frankfurt (Oder)                | Église St Gertraud                                     |       | III/P      | 36        | |
| 1883  | 401   | Wernigerode                     | Église NotreDame (Liebfrauenkirche)                    |       | II/P       | 30        | Façade d'orgue baroque. |
| 1884  | 419   | Lauchhammer-Kostebrau           | Église villageoise                                     |       | I/P        | 7         | Construit pour l'Église protestante de Klettwitz, à cet endroit depuis 1907.                                                                                |
| 1886  |       | Herne (quartier Herne-Eickel)   | Église St Jean                                         |       | II/P       | 33        | Détruit par un bombardement Allié en 1944. |
| 1887  | 475   | Frankfort-Griesheim             | Église de la Bénédiction (Segenskirche)                |       | II/P       | 28        | Construit pour l'Église protestante de Bochum-Laer (démoli en 1974), à l'endroit actuel depuis 1995.                                                        |
| 1888  |       | Göttingen                       | Église St Nicolas (Église de l'Université)             |       | II/P       | 23        | |
| 1889  | 501   | Leipzig                         | Église St Thomas                                       |       | III/P      | 63        | Étendu à 88 registres en 1908. |
| 1889  | 505   | Amsterdam                       | Basilique Saint-Nicolas                                |       | III/P      | 40        | Deux machines Barker. |
| 1890  | 530   | Bad Freienwalde-Bralitz         | Église villageaoise                                    |       | II/P       | 13        | Restauré en 2015. |
| 1891  | 554   | Mühlhausen                      | Église Ste Marie                                       |       | III/P      | 61        | |
| 1891  |       | Hötensleben-Barneberg           | Église de la Paix (Friedenskirche)                     |       | II/P       | 19        | |
| 1891  | 557   | Jacobsdorf-Sieversdorf          | Église villageoise                                     |       | I/P        | 6         | |
| 1893  | 554   | Berlin                          | Église Garrison                                        |       | III/P      | 70        | Le plus grand orgue d'église de l'époque. Détruit dans un incendie en 1908.                                                                                 |
| 1893  |       | Berlin                          | Église Immanuel                                        |       | II/P       | 29        | |
| 1894  | 620   | Apolda                          | Église luthérienne                                     |       | III/P      | 47        | |
| 1894  |       | Saalfeld                        | Église St Jean (Johanneskirche)                        |       | III/P      | 49        | Façade d'orgue baroque. Reconstruit en 1932. Restauré en 1996.                                                                                              |
| 1894  |       | Bremen                          | Cathédrale                                             |       | III/P      | 65        | Étendu à IV/P/98 en 1926 et 1939. |
| 1895  | 661   | Gehren                          | Église St Michel                                       |       | II/P       | 23        | |
| 1896  |       | Potsdam                         | Église pentecôtiste (Pfingstkirche)                    |       | II/P       | 16        | Étendu à II/P/28 en 1933. Démonté en 2011. |
| 1897  |       | Chorin-Golzow                   | Église villageoise                                     |       | II/P       | 15        | Reconstruction en 1911. Restauration en 1994. |
| 1898  | 731   | Wuppertal-Elberfeld             | Église du cimetière                                    |       | II/P       | 30        | Rénovation partielle en 1995. |
| 1898  | 755   | Moscow                          | Cathédrale luthérienne Saints Pierre et Paul           |       | III/P      | 33        | |
| 1903  | 891   | Bad Harzburg                    | Église Luther                                          |       | III/P      | 40        | À l'origine II/P/29, restauré et étendu par Christian Scheffler en 1997–2001.                                                                               |
| 1905  | 945   | Fulda                           | Église du Saint Esprit                                 |       | II         | 16        | En 1990, restauré dans la version initiale de 1905. |
| 1906  | 981   | Abbaye de Neuzelle              | Église Ste Marie                                       |       | II/P       | 24        | Reconstruction par Christian Scheffler en 2001. |
| 1907  |       | Kostebrau                       |                                                        |       |            |           | |
| 1908  |       | Potsdam                         | Église St. Nicolas                                     |       | III/P      | 49        | |
| 1908  |       | Bad Homburg                     | Église du Rédempteur                                   |       |            |           | Le son du "Fernwerk" est produit au-dessus de l'autel. |
| 1909  | 1025  | Bad Salzungen                   | Église municipale                                      |       | III        | 41        | Orgue construit selon les idées de Max Reger, et restauré de 1994 à 2000.                                                                                   |
| 1910  |       | Jérusalem                       | Église de l'Ascension, dans l'Hôpital Augusta Victoria |       | II/P       | 24        | Le pédalier de Sauer fonctionne toujours ; unique au Moyen-Orient 2011.                                                                                     |
| 1910  | 1100  | Görlitz                         | Salle municipale                                       |       | IV/P       | 71        | Orgue de concert. |